# Divinely Uninspired to a Hellish Extent
Divinely Uninspired to a Hellish Extent è il primo album in studio del cantautore britannico Lewis Capaldi, pubblicato il 17 maggio 2019.

## Tracce
1. Grace – 3:04
2. Bruises – 3:40
3. Hold Me While You Wait – 3:25
4. Someone You Loved – 3:02
5. Maybe – 3:30
6. Forever – 3:30
7. One – 2:59
8. Don't Get Me Wrong – 3:33
9. Hollywood – 3:11
10. Lost on You – 3:17
11. Fade – 4:06
12. Headspace – 5:06

Tracce bonus nell'edizione estesa
1. Before You Go – 3:36
2. Leaving My Love Behind – 3:31
3. Let It Roll – 3:39

## Classifiche

### Classifiche di fine anno
| Classifica (2022) | Posizione |
| ----------------- | --------- |
| Australia         | 39        |
| Belgio (Fiandre)  | 39        |
| Italia            | 94        |
| Regno Unito       | 19        |
| Svezia            | 56        |
| Classifica (2024) | Posizione |
| Portogallo        | 109       |